# جنگل‌های مرطوب حاره‌ای توبوای
جنگل‌های مرطوب حاره‌ای توبوای (انگلیسی: Tubuai tropical moist forests) بوم‌ناحیه‌ای از نوع جنگل‌های پهن‌برگ مرطوب حاره‌ای و جنب‌حاره‌ای در پلی‌نزی فرانسه است که جزایر آسترل را در بر می‌گیرد.